# Шведский добровольческий батальон
Шведский добровольческий батальон (швед. Svenska frivilligbataljonen, фин. Ruotsalainen Vapaaehtoispataljoona), или также другое название Ханко-батальон (швед. Hangöbataljonen, фин. Hangon pataljoona) — батальон финской армии, состоявший из шведских добровольцев и воевавший во время Великой Отечественной войне против советских войск.

## Формирование

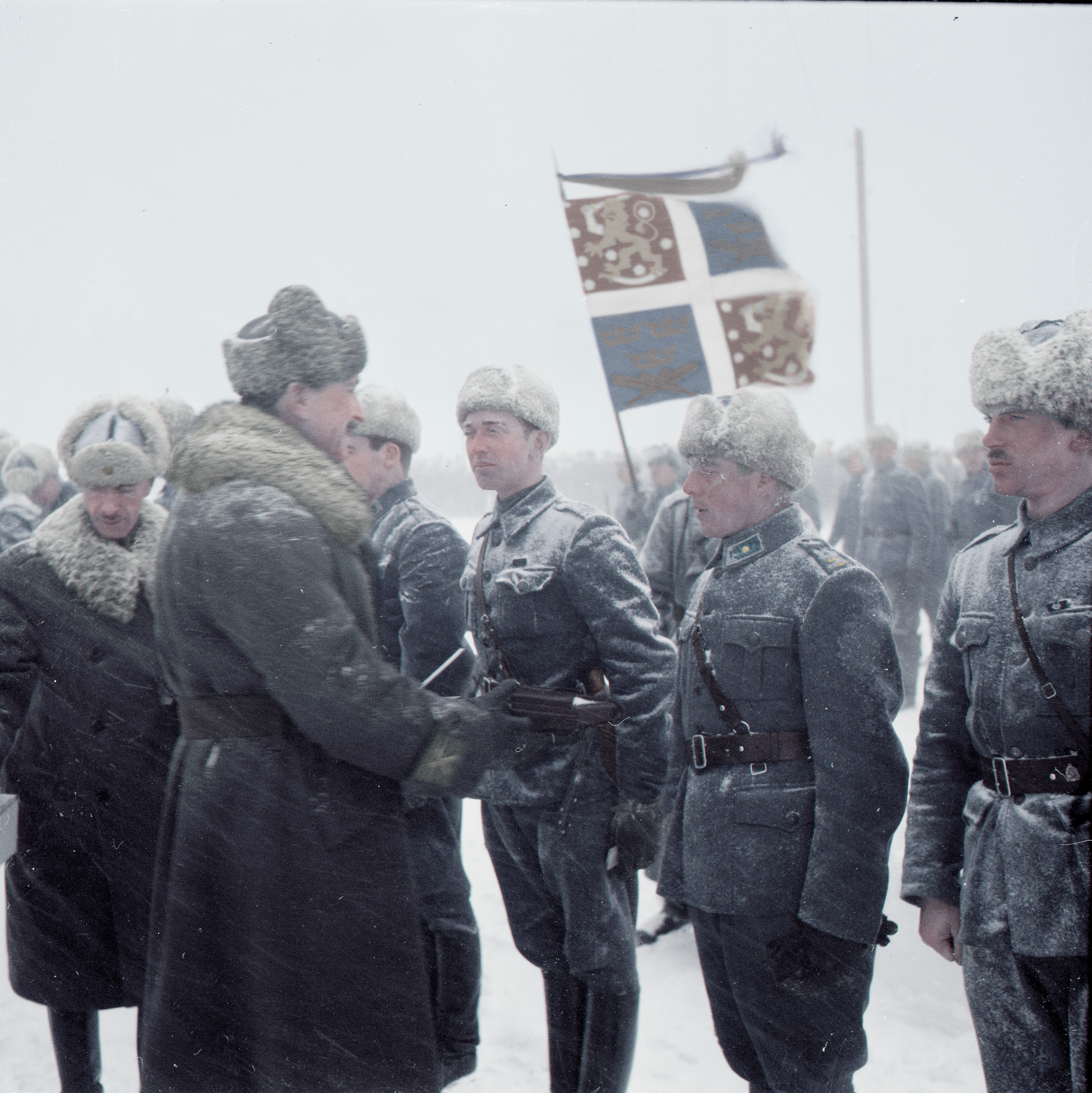
Маршал Маннергейм приветствует военнослужащих Шведского добровольческого батальона, декабрь 1941 г.

Шведы, желающие отправиться на войну с СССР, начали обращаться в финское посольство в Стокгольме, в Союз Шведского добровольческого корпуса и приёмную Финского комитета уже 27 июня 1941 года. Шведский главнокомандующий генерал Тёрнелль считал, что, участвуя в войне, шведские солдаты приобретут ценный опыт боевых действий, поэтому он обратился в правительство с просьбой разрешить им увольняться со службы или брать отпуск, чтобы они на стороне Финляндии могли принять участие в начавшейся войне. 4 июля правительство постановило, что подобное разрешение могли получить 200 кадровых военных и 5000 срочников.
К этому времени в открывшийся в Стокгольме пункт набора добровольцев подали заявления уже 1600 шведов. Однако из-за довольно высоких требований (познания в военном деле, физическая подготовка), установленных финнами, с 18 июля по 7 октября отбор смогли пройти лишь 2200 человек из 2800 подавших заявления. Половина из оставшихся получила отказ со стороны шведских властей.
По мере того как шведские добровольцы прибывали в Турку, происходило формирование различных подразделений батальона.

## Боевые действия

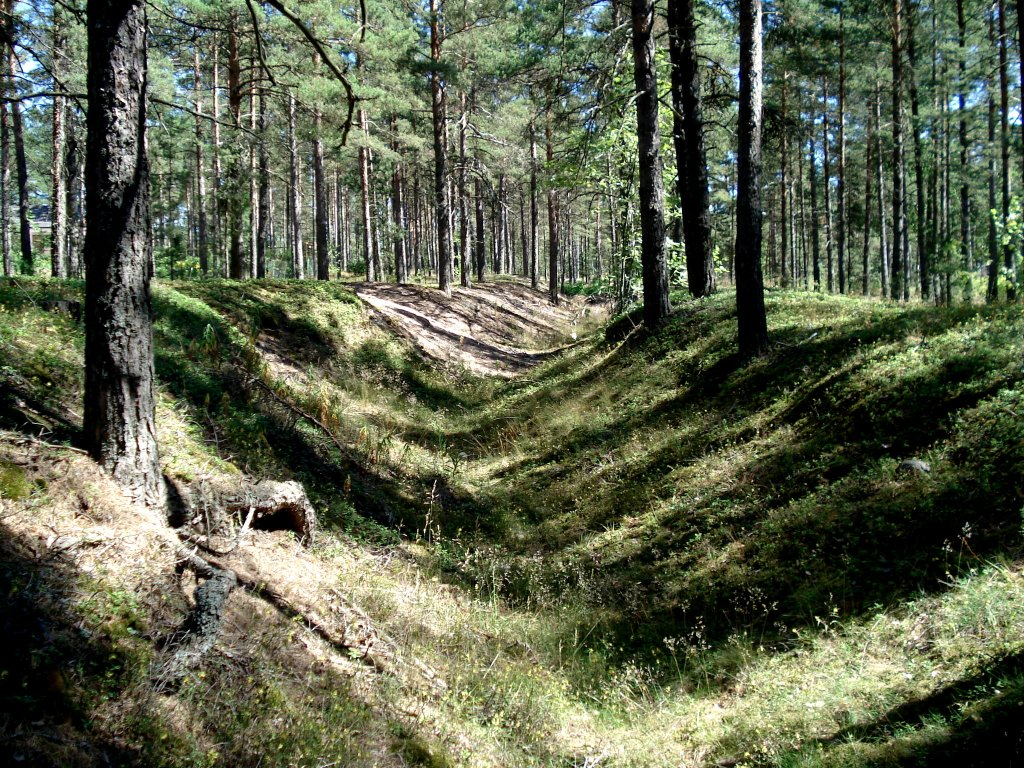
Следы боёв на полуострове Ханко

17 августа 1941 года шведский добровольческий батальон прибыл на передовую к Лаппвику, расположенному на полуострове Ханко, и приступил к осаде находившейся там советской военно-морской базы. Численный состав батальона не превышал в это время 500 человек. 18 сентября он был снят с передовой и отведён в резерв в район Витсанд-Скугбю. За месяц осады батальон потерял около 10 человек убитыми, четыре десятка его бойцов было ранено.
6 октября шведские добровольцы вновь заняли свои старые позиции на харпарскугском участке. Численный состав батальона достиг к этому моменту уже 700 человек. В конце ноября его вновь отвели в резерв, на этот раз к Виттреску.
Ещё 2 ноября советское командование начало вывод войск с базы Ханко. Через месяц эвакуация закончилась. Утром 4 декабря 1941 года 3-я рота батальона вошла в Ханко, над которым затем был поднят финский флаг. После перехода Ханко под контроль финнов шведский батальон был расформирован. 18 декабря добровольцы отправились в Скугсбю и в тот же день большая их часть покинула Финляндию. Оставшаяся часть продолжила воевать до заключения мира с СССР.
Всего в батальоне воевало около 900 человек. Из них 26 погибли, около 80 было ранено.

## Состав батальона
- штаб батальона
- штабная рота (инженерно-сапёрное отделение, связное отделение, медико-санитарное отделение, отделение снабжения)
- 1-я егерская рота
- 2-я егерская рота
- 3-я егерская рота
- тяжёлая рота (штаб, три тяжёлых взвода, пулемётный взвод, истребительно-противотанковый взвод)

## Командиры
- Берггрен Ханс